# Villaggi degli Stati Uniti d'America
Il villaggio (in inglese village) negli Stati Uniti è un luogo abitato di modeste dimensioni, che può assumere anche una valenza amministrativa che può variare da stato a stato. Infatti, siccome il decimo emendamento della Costituzione degli Stati Uniti d'America prevede che per il governo locale faccia fede la legislazione del singolo Stato, impedendo quella federale, i singoli stati sono liberi di avere delle suddivisioni amministrative chiamate "villaggi", oppure di non averne.

## Tipologie
Pur nelle differenze fra Stato e Stato, si possono individuare tre categorie di villaggi americani:
- tipicamente, un villaggio è un tipo di comune (municipality) di piccole dimensioni, le minori possibili;
- negli Stati che prevedono un doppio livello di governo municipale sul modello inglese, un villaggio è un’autorità inferiore (municipality) all’interno di una maggiore, la township, equivalendo alle parrocchie civili in Inghilterra;
- negli Stati che non li prevedono come enti locali, le statistiche possono contarli come una area non incorporata.

I villaggi dei primi due tipi, ossia gli enti locali ufficialmente stabiliti, sono circa 3.700.